# Craig Evers
Pour les articles homonymes, voir Evers.
Craig Evers, né le 8 juin 1990, est un coureur cycliste australien.

## Biographie
Craig Evers naît le 8 juin 1990 en Australie.
En 2015, Craig Evers intègre la formation Data3 Symantec Racing-Scody, qui obtient cette année-là le statut d'équipe continentale. Il prend part en début d'année aux championnats d'Australie disputés à Ballarat où il termine quatorzième du contre-la-montre et abandonne lors de la course en ligne. Il participe ensuite à la New Zealand Cycle Classic. Il s'impose lors de la deuxième étape au sprint devant Jason Christie, et termine l'épreuve 26e du classement général, en remportant le classement des sprints.
En février, il participe au Herald Sun Tour, l'une des courses par étapes les plus prestigieuses en Australie. Il termine la course en 57e position. Lors des championnats d'Océanie, il prend la médaille d'argent de l'épreuve contre-la-montre, seulement devancé par Michael Hepburn, membre de l'équipe WoldTour Orica-GreenEDGE. Il prend deux jours plus tard la 57e place du championnat en ligne, remporté par le Néo-Zélandais Taylor Gunman.

## Palmarès et classements mondiaux

### Palmarès sur route
- 2015
  - 2e étape de la New Zealand Cycle Classic
  - 1re étape du Tour de Bornéo (contre-la-montre)
  -  Médaillé d'argent du championnat d'Océanie du contre-la-montre
- 2016
  - 9e étape du Tour du lac Poyang

### Classements mondiaux
| Année            | 2015 |
| ---------------- | ---- |
| UCI Oceania Tour | 14e  |